# Nina Åström
Nina Åström (...) è una cantautrice finlandese di musica gospel.
Nel 2000 ha rappresentato la Finlandia all'Eurovision con la canzone A Little Bit.

## Discografia
- Person 2 Person (1991)
- A Matter of Time (1994)
- Moods (1995)
- A Friend (1999)
- A Little Bit of Love (2000)
- Vierelle jäät (2000)
- Merry Christmas Jesus (2001)
- Real Life (2003)
- Landscape of my Soul (2007)
- The Way We Are (2010)
- Avoin taivas (2012)
- Minun aarteeni (2014)
- Joulun Kuningas (2014)
- Takaisin kotiin (2016)
- Rauhaa ja rohkeutta (2018)